# Scandal (gruppo musicale giapponese)
Le Scandal (スキャンダル?, Sukyandaru, spesso reso graficamente come SCANDAL) sono un gruppo musicale femminile j-rock giapponese formatosi a Osaka nel 2006 e composto da quattro membri: Haruna (voce e chitarra), Tomomi (basso e voce), Mami (chitarra solista e voce) e Rina (batteria e voce).
Dopo aver pubblicato i primi singoli con un'etichetta indipendente, nel settembre 2008 hanno firmato un contratto con la Epic Records Japan, sotto-etichetta della Sony Music Japan, ricevendo inviti ad esibirsi negli Stati Uniti, in Europa e in Asia.
Nel 2009 il loro album di debutto, Best Scandal, ha esordito al quinto posto della classifica Oricon, facendo delle Scandal la prima girl-band giapponese a classificare un album di esordio nelle prime cinque posizioni ed eguagliando così il record del 2002 appartenuto alle Zone. Nel 2012, con l'uscita di Queens Are Trumps: Kirifuda wa Queen, le Scandal sono diventate l'unica girl-band giapponese i cui primi quattro album abbiano debuttato entro le prime cinque posizioni della Oricon; record ulteriormente migliorato con l'uscita dei successivi due album, Standard e Hello World.
Autodefinitesi «la più potente girl-band pop-rock giapponese», fanno della capacità di alternarsi il ruolo di vocalist principale tra esse una delle loro principali caratteristiche. Possiedono inoltre un numeroso seguito di fan internazionali, grazie soprattutto ai brani utilizzati come sigle di anime quali Bleach e Fullmetal Alchemist: Brotherhood.

## Storia del gruppo

### Formazione e prime esibizioni dal vivo (2006)

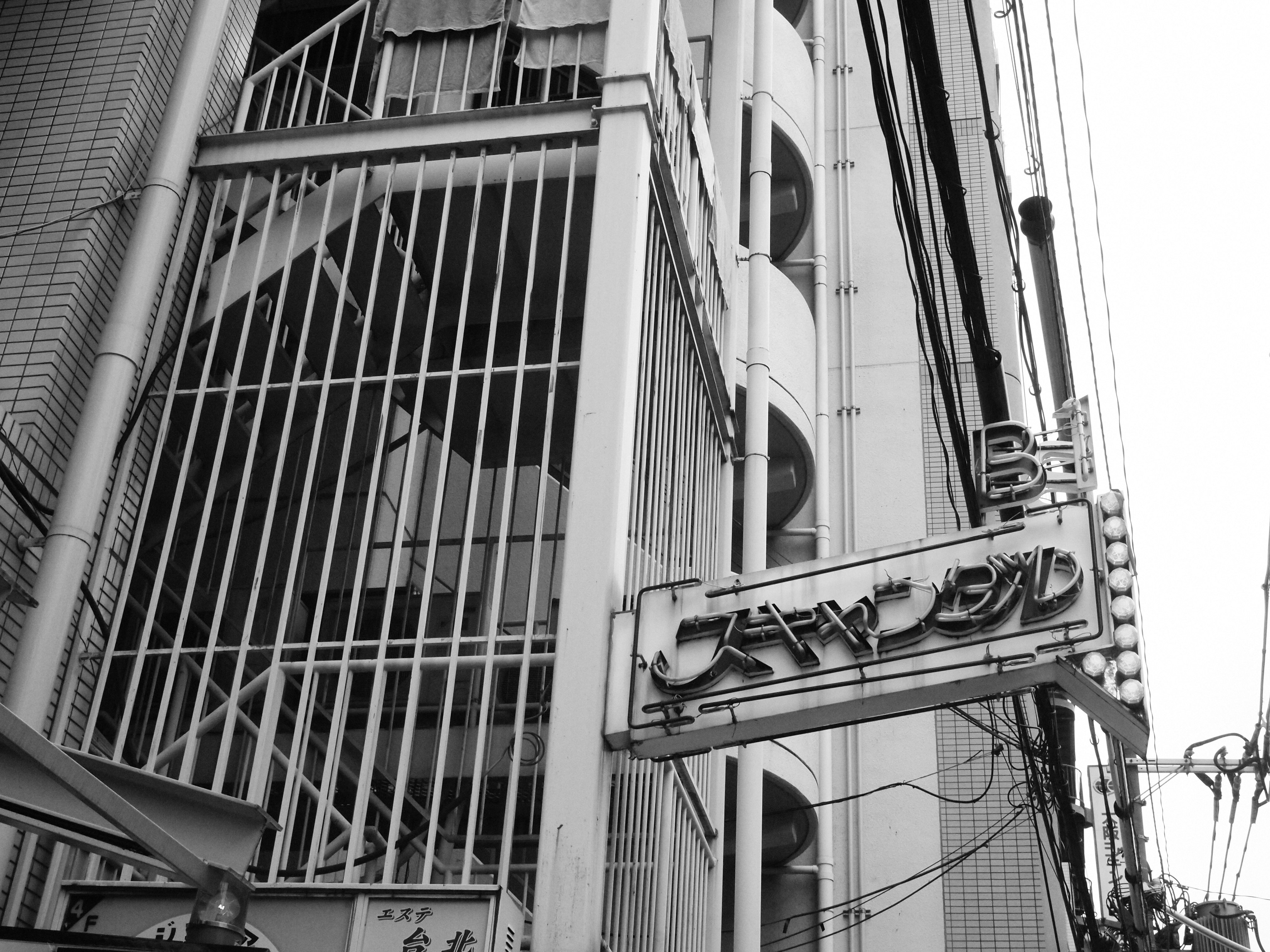
L'insegna dell'hostess club Scandal Kyobashi di Osaka da cui il gruppo ha preso il nome

La band si è formata nell'agosto del 2006, quando un insegnante della scuola di canto e danza che le ragazze frequentavano a Osaka, facente parte dell'agenzia Kitty Films, ha suggerito loro di provare a cimentarsi nello suonare uno strumento musicale.
Nelle vicinanze della sala prove dove erano solite esercitarsi vi era un hostess club che recava una grande insegna con la scritta "SCANDAL" e le ragazze hanno deciso di utilizzarlo come nome ufficiale della band.
Il gruppo si è esibito per la prima volta dal vivo in un locale di Osaka chiamato Namba Hatch, appena dopo una settimana dalla formazione, dopo aver passato le precedenti dodici ore a esercitarsi in una sala prove. Dopo quella serata le Scandal hanno deciso di continuare la carriera musicale in qualità di gruppo,
continuando a esibirsi ogni fine settimana allo Shiroten, una mecca delle esibizioni di strada all'Osaka Castle Park. In poco tempo hanno iniziato ad acquisire un seguito di varie centinaia di fan, autopubblicizzandosi tramite la distribuzione di volantini scritti a mano. In seguito hanno incomiciato a ricevere offerte per esibirsi anche da altri locali di Osaka e Kyoto, suscitando critiche positive e salendo alla ribalta nazionale.

### Periodo indie (2007-2008)
Nel 2007 hanno firmato il loro primo contratto della carriera con l'etichetta indipendente Kitty Records, dopo essere state notate da un produttore durante la loro prima esibizione in quel di Tokyo, in occasione di un evento speciale allo Club Asia, noto club sito a Shibuya, quartiere speciale della capitale giapponese. Questa accordo viene bissato pochi mesi dopo da un'ulteriore partnership commerciale con la Tower Records.
Il loro primo singolo indipendente, Space Ranger, è stato pubblicato il 3 marzo 2008 e messo in vendita esclusivamente presso la Tower Records. Il singolo ha riscosso un buon successo, venendo reso disponibile anche tramite iTunes per fare fronte alla grande richiesta. Successivamente il gruppo ha pubblicato altri due singoli, Koi moyō e Kagerō, rispettivamente il 4 aprile e 5 maggio dello stesso anno, col primo di questi scelto come single of the week su iTunes Giappone.
Nell'aprile 2008 le Scandal si sono recate per la prima volta all'estero, nell'ambito del Japan Nite US Tour 2008, suonando in otto città degli Stati Uniti e partecipando a numerose convention sul Giappone, tra cui l'evento d'animazione Sakura-Con. Nel luglio successivo si sono invece esibite a Parigi (Francia), in occasione del Japan Expo, mentre in agosto hanno suonato all'Animation Comic Game di Hong Kong.
L'8 agosto hanno pubblicato il loro primo EP, Yah! Yah! YAH! Hello Scandal, ultimo lavoro in qualità di artiste indipendenti, a cui è seguito il loro primo tour nazionale chiamato Give me P.P. Tour 2008 Summer. Sempre nel 2008, le Scandal sono diventate un personaggio animato che le ha viste protagoniste di un cortometraggio distribuito sul web.

### Contratto con la Epic Records eBest Scandal(2008-2009)

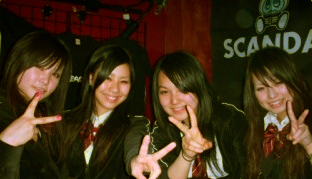
Le Scandal al Japan Nite US Tour nel 2008

Nel settembre 2008 le Scandal hanno firmato un contratto con l'etichetta discografica Epic Records Japan, sotto-etichetta della major Sony Music Japan.
Il primo singolo pubblicato con la nuova casa discografica è stato Doll, uscito nel novembre 2008. Il singolo, usufruendo della grande promozione e dei frequenti passaggi in radio e televisione, è entrato in rotazione continua in quaranta stazioni radio e televisive giapponesi, tra cui JOQR, oltre a trovare grande spazio in programmi musicali come Music Station della TV Asahi, nonostante avesse esordito alla 26ª posizione della classifica Oricon.
Anche il debutto dal vivo sotto la nuova etichetta, tenutosi al KDDI Designing Studio di Harajuku, si è rivelato un successo, con gli organizzatori costretti a posizionare dei megaschermi al di fuori dell'edificio per tutti i fan che non avevano avuto la possibilità di aggiudicarsi i pochi biglietti disponibili, andati esauriti il primo giorno di vendita. Verso la fine dell'anno la band ha inoltre firmato il suo primo contratto pubblicitario, divenendo testimonial della Nike.

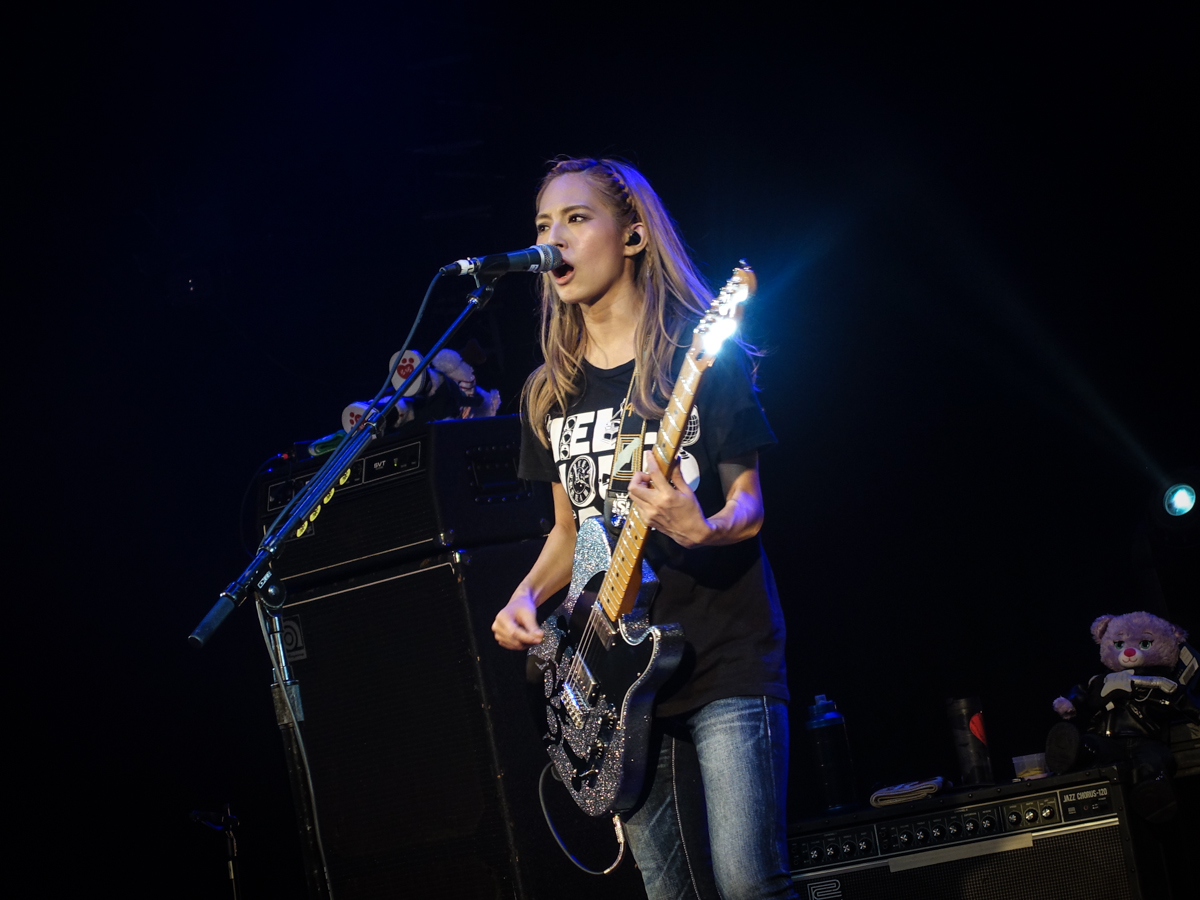
Haruna, voce e chitarra

Il 4 marzo 2009 la band ha pubblicato il singolo Sakura Goodbye, la cui title track è un brano nato al fine di rendere omaggio e festeggiare il diploma di scuola media superiore di Mami e di Tomomi. Il singolo ha debuttato al 30º posto della classifica Oricon con 3 698 copie vendute nella prima settimana, mentre la title track è stata scelta come sigla di chiusura del popolare varietà della Fuji TV Mecha mecha iketeru!.
Il 17 giugno 2009 è la volta di Shōjo S, singolo che ha segnato un'importante tappa nella carriera della band. La title track del singolo è stata infatti utilizzata come decima opening del popolare anime Bleach, oltre a entrare a far parte della colonna sonora del videogioco da esso tratto, Bleach DS 4th: Flame Bringer. Il singolo ha debuttato al 6º posto nella classifica Oricon, venendo certificato disco d'oro per quanto riguarda le copie digitali. I biglietti per la prima dal vivo del brano sono andati esauriti nei primi tre minuti di messa in vendita.
Il 27 agosto, all'MTV Student Voice, le Scandal hanno presentato Beauteen!!!, brano contenuto all'interno del singolo Yumemiru tsubasa, pubblicato il 14 ottobre. Il singolo ha debuttato alla 12ª posizione della classifica Oricon con 5 850 copie vendute, venendo scelto come sigla iniziale del programma Ongaku senshi Music Fighter.
Ciò ha preceduto di una settimana l'uscita del loro primo album in studio, Best Scandal, che, piazzandosi al 5º posto della classifica settimanale Oricon, ha reso le Scandal la prima girl-band giapponese a classificare un album di debutto nella Top 5 dai tempi delle Zone. L'album contiene i singoli usciti precedentemente quali Space Ranger, Koi moyō e Kagerō, risalenti al periodo indie della band.
In dicembre hanno partecipato alla 51ª edizione dei Japan Record Awards in qualità di nominate nella categoria "Best New Artist", non riuscendo tuttavia a conquistare il premio.

### Temptation Box(2010)

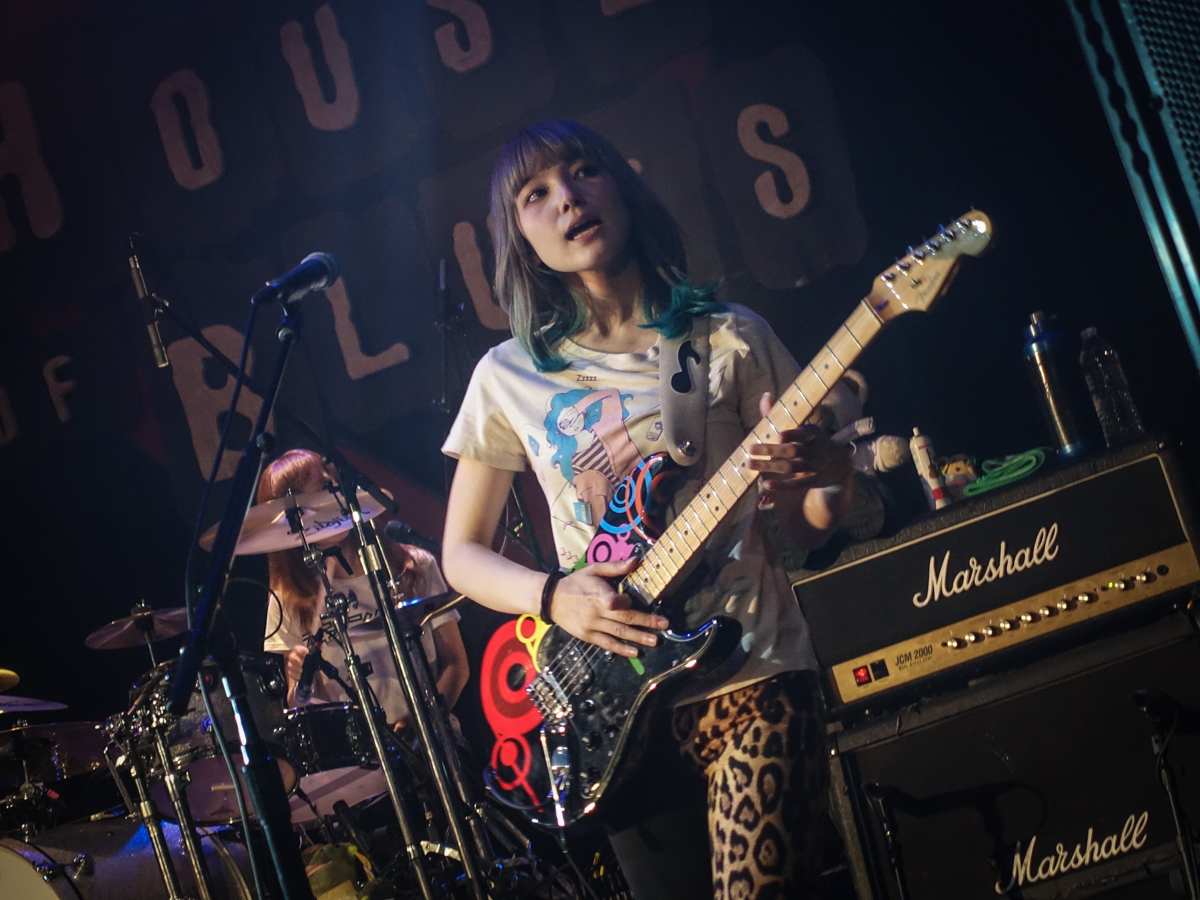
Mami, chitarra solista e voce

Il 3 febbraio 2010 le Scandal hanno pubblicato il singolo Shunkan Sentimental, scelto come quarta ending dell'anime Fullmetal Alchemist: Brotherhood. Il singolo ha ottenuto un buon successo tra i download digitali, venendo certificato disco d'oro grazie ai più di 100 000 download effettuati. Il formato fisico del singolo ha riscosso invece meno successo, vendendo 16 672 copie nella prima settimana e classificandosi al 7º posto della Oricon.
A marzo le Scandal hanno preso parte a un tour primaverile dal nome Scandal: Shunkan sakura zensen Tour - 2010 Spring (SCANDAL～瞬間サクラゼンセンTOUR～2010 SPRING?), durante il quale i fan hanno avuto la possibilità di scegliere tramite un sondaggio su Twitter un brano di cui la band avrebbe dovuto eseguire una cover durante il tour. La canzone scelta è risultata essere Secret Base: Kimi ga kureta mono delle Zone, che verrà poi pubblicata come singolo digitale. Nel maggio del 2010 il gruppo si è esibito all'Animax Musix Spring, mentre in giugno hanno pubblicato il singolo Taiyo to kimi ga egaku Story, il quale ha esordito al 10º posto della classifica Oricon con 12 359 copie vendute.
Nello stesso mese hanno pubblicato il loro primo DVD dal vivo, dal titolo Scandal First Live: Best Scandal 2009. Il successivo singolo, Namida no Regret, ha debuttato al 14º posto della classifica Oricon con 9 304 copie vendute.
Dal 2 luglio al 24 settembre 2010 le componenti delle Scandal sono state protagoniste di un documentario in cinque episodi a cura della TBS intitolato Shiteki ongaku jijo (私的音楽事情? "Circostanze di musica privata"), mentre in agosto hanno partecipato nuovamente all'Animation Comic Game di Hong Kong, dove si sono esibite davanti a 5 000 persone. Per l'occasione sono state premiate per aver raggiunto il primo posto nella classifica j-pop locale con il singolo Taiyo to kimi ga egaku Story, oltre a ricevere il terzo premio nella categoria "Artista giapponese rivelazione" degli RTHK Awards.
Fatto ritorno in Giappone, hanno pubblicato il loro secondo album in studio, Temptation Box, distribuito a partire dall'11 agosto 2010 in quarantadue Paesi in tutto il mondo, tra cui Regno Unito, Germania e Francia. L'album ha debuttato alla 3ª posizione nella classifica Oricon, sostando in classifica per tredici settimane. Nello stesso periodo il gruppo ha curato la colonna sonora del film d'animazione Loups=Garous con i brani Midnight Television, Koshi-tantan e Sayonara My Friend, oltre ad apparire nel film come cameo.
Tra il 18 settembre e il 2 ottobre le Scandal hanno tenuto un tour chiamato Temptation Box Scandal Tour 2010: Yeah!tte ie iitsu! (SCANDAL TEMPTATION BOX TOUR 2010 ～YEAH!って言えいっ！～?) durante il quale hanno girato tutto il Giappone, toccando città quali Tokyo, Sapporo e Hiroshima per promuovere il nuovo album.

### Baby Action(2010-2011)

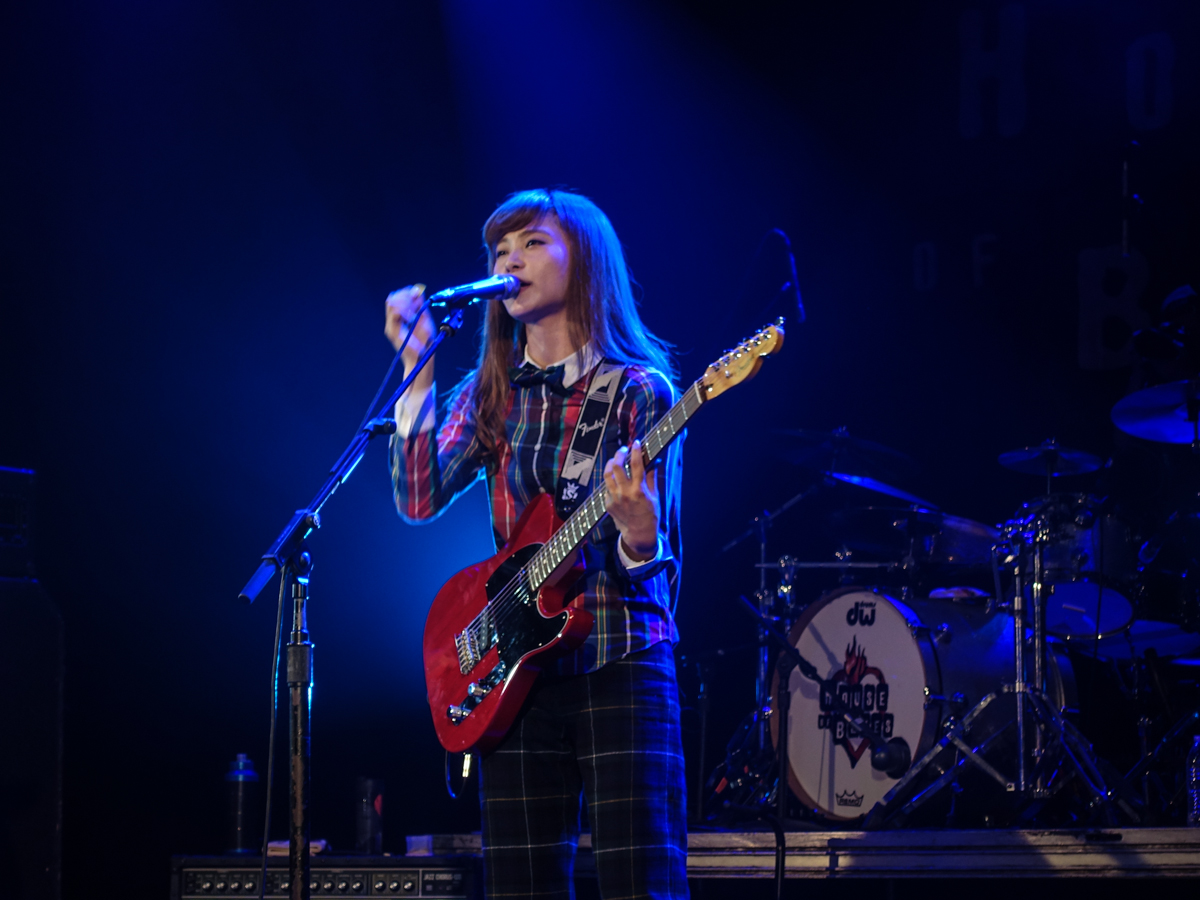
Rina, batteria e voce

Il 6 ottobre 2010 il gruppo ha pubblicato il singolo Scandal nanka buttobase, il quale ha esordito al 3º posto della classifica settimanale della Oricon con 27 553 copie vendute. A questo è seguita la pubblicazione del loro primo EP di cover, R-Girl's Rock!, da cui è stato estratto il singolo digitale Secret Base: Kimi ga kureta mono, cover delle Zone. Il disco ha esordito al 9º posto della classifica Oricon, vendendo 13 555 copie nella prima settimana. Il 3 novembre hanno partecipato all'Animax Musix 2010 esibendosi davanti a 11 700 persone interpretando, tra gli altri brani, anche l'ending del popolare anime K-On! Don't Say "Lazy", insieme a Shōko Nakagawa. Verso la fine dell'anno il gruppo ha collaborato col centro commerciale 109 di Shibuya, che per l'occasione ha rivestito la facciata anteriore dell'edificio con delle foto promozionali della band, oltre a erigere una grande insegna luminosa con la scritta "Scandalous Winter Holydays".
Il 9 febbraio 2011 il gruppo ha pubblicato il singolo Pride, la cui title track è stata utilizzata come seconda sigla di chiusura dell'anime Star Driver: Kagayaki no Takuto. Il singolo ha esordito al 7º posto della classifica Oricon e al 1º posto della classifica Billboard Japan nella categoria animazione, con 16 579 copie vendute nella prima settimana.
Il singolo Haruka, uscito il 20 maggio successivo, è stato incluso nella colonna sonora del film in animazione digitale Tōfu kozō, mentre il brano Satisfaction (incluso nel singolo) è stato scelto come inno del tour di beneficenza organizzato dalla JVB in favore delle vittime della criminalità organizzata dopo il terremoto e maremoto del Tōhoku del 2011. Il singolo ha esordito al 3º posto sia nella classifica Oricon sia nella classifica Billboard nella categoria animazione, vendendo 21 974 copie nella prima settimana. In luglio le Scandal hanno partecipato al Colors Rock Festival di Tokyo e all'AM² di Anaheim in California, prima di pubblicare il singolo Love Survive, piazzatosi all'11º posto nella classifica Oricon con 13 507 copie vendute nella prima settimana.

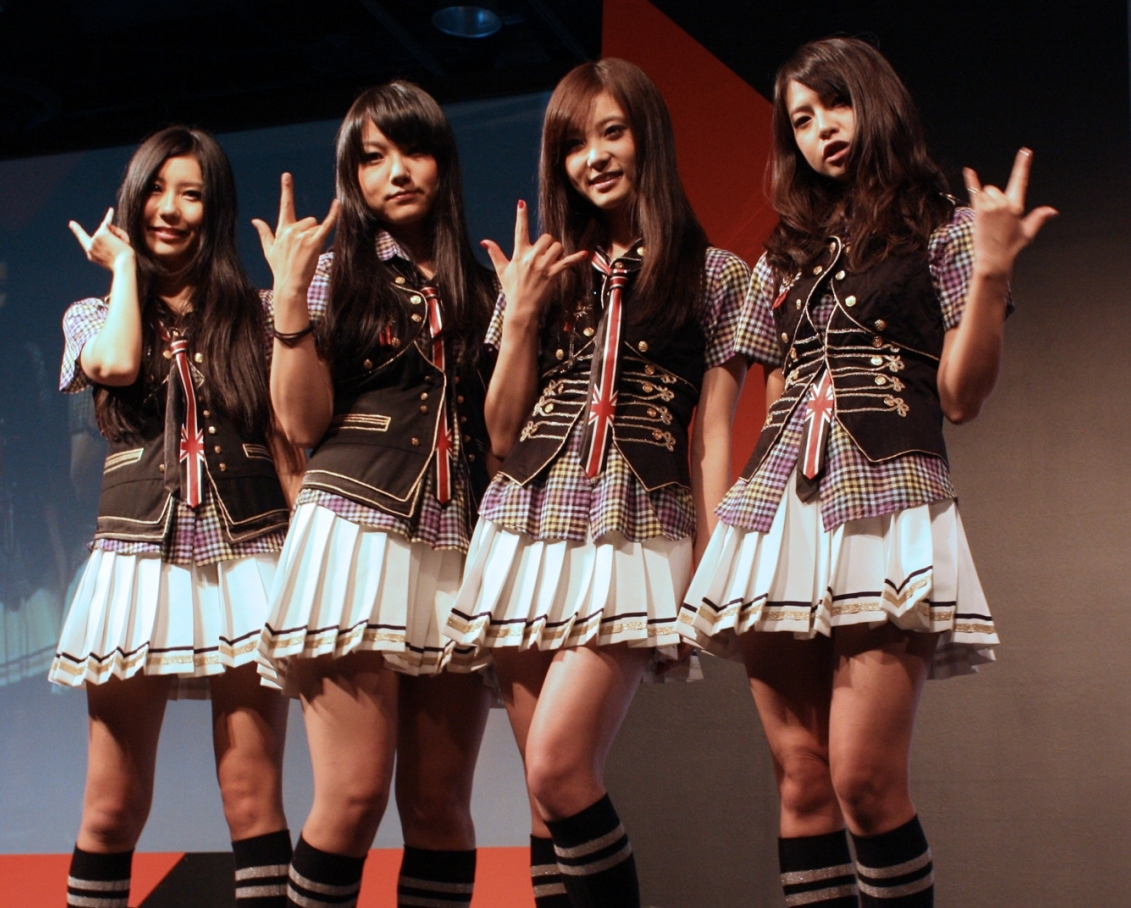
Le Scandal nel 2010

Il 10 agosto il gruppo ha pubblicato il terzo album in studio, Baby Action, presentato in anteprima al centro commerciale Tsutaya di Tokyo. Il disco ha debuttato al 4º posto della classifica Oricon, mentre il brano Burn, incluso nell'album, è stato utilizzato come tema musicale del film Rabbit Horror 3D di Takashi Shimizu. Lo stesso giorno è stato pubblicato anche Zone Tribute: Kimi ga kureta mono, album tributo delle Zone a cui le Scandal hanno partecipato interpretando il brano Secret Base: Kimi ga kureta mono. In settembre ha preso via il loro primo tour asiatico denominato Scandal Asia Tour 2011 "Baby Action", durante il quale le SCANDAL hanno suonato in Paesi quali Taiwan, Hong Kong e Singapore, oltre a fare tappa in varie parti del Giappone. Un documentario fotografico sul tour è stato poi inserito nel libro Girls Be Scandalous!, pubblicato il 20 ottobre.
Nel novembre 2011 le Scandal sono diventate testimonial del noto marchio di accendini Zippo, pubblicizzando un'edizione limitata del prodotto per il mercato giapponese, mentre in dicembre hanno partecipato a un concerto di beneficenza in favore delle vittime del terremoto del Tōhoku, insieme ad altre due girl-band, le Stereopony e le Zone, queste ultime riunitesi per l'occasione. A fine 2011 le Scandal si sono posizionate al 4º posto nella classifica delle band più richieste all'estero secondo la trasmissione J-Melo della NHK, in ascesa di cinque posizioni rispetto all'anno precedente, confermando il numero sempre maggiore di fan stranieri della band.

### Queens Are Trumps: Kirifuda wa Queen(2012)

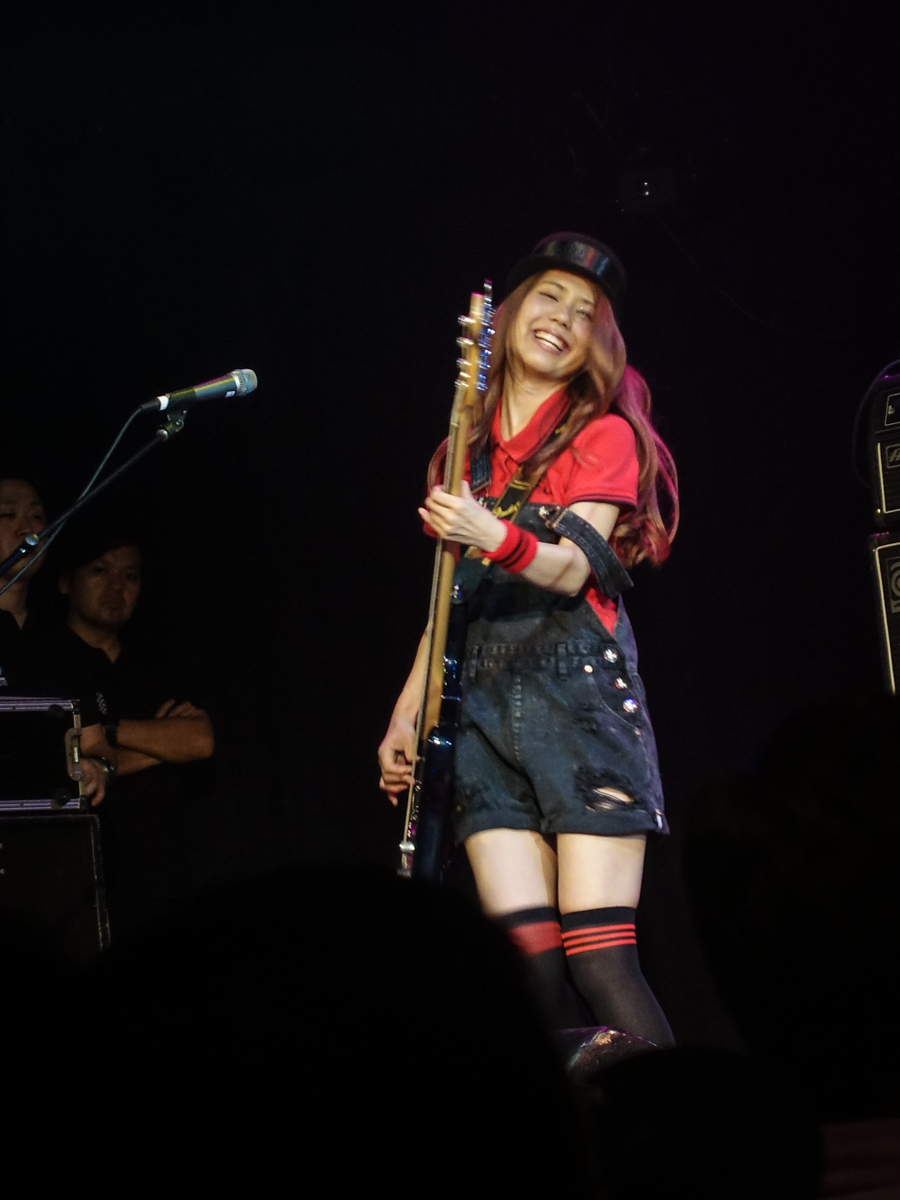
Tomomi, basso e voce

Nella primavera del 2012 le Scandal hanno pubblicato il singolo Harukaze, la cui title track è stata composta appositamente per l'anime Bleach e utilizzata come quindicesima opening. Il singolo ha debuttato al 6º posto della classifica Oricon e al 2º posto nella categoria animazione della classifica Billboard Japan, vendendo 25 921 nella prima settimana. Nello stesso periodo hanno pubblicato il loro primo greatest hits, dal titolo Scandal Show, il quale ha venduto 42 246 copie nella prima settimana, debuttando al 3º posto della classifica Oricon.
Nonostante i problemi alla voce della leader Haruna, che hanno messo per qualche tempo in dubbio il futuro del gruppo, le Scandal hanno debuttato al Nippon Budokan il 28 marzo, diventando la band femminile che ha impiegato meno tempo in assoluto, dal giorno della sua formazione, a esibircisi. Il concerto ha attirato un seguito di 8 000 persone, mentre i biglietti sono andati esauriti nel giro di quindici minuti.
Tra il 19 maggio e il 17 giugno hanno tenuto una serie di diciassette concerti nell'ambito del Scandal "Live Ido Live" Tour 2012, mentre il 19 giugno hanno pubblicato in formato digitale il singolo Taiyō Scandalous, scritto in collaborazione con Naoto degli Orange Range, e che ha debuttato al numero uno della classifica giornaliera della Rekochoku. Il singolo nel suo formato fisico è stato pubblicato l'11 luglio successivo, con all'interno due brani inediti (Dobon dobondo - Cherry Jam e Koi no hajimari wa diet) nei quali le Scandal sperimentano nuove sonorità avvicinandosi all'elettropop e all'hip-hop. Il singolo ha debuttato al 2º posto della classifica Oricon.
Il 22 agosto 2012 le Scandal hanno pubblicato il loro terzo DVD dal vivo, dal titolo Japan Title Match Live 2012 - Scandal vs Budokan. Il DVD, registrato in occasione del primo concerto delle Scandal al Budokan, ha debuttato al 2º posto della classifica Oricon relativa ai DVD musicali.
Il 12 settembre hanno pubblicato il singolo Pin Heel Surfer, che ha debuttato al 9º posto della classifica Oricon con 11 300 copie vendute nella prima settimana.
Il 26 settembre 2012 è uscito il loro quarto album in studio, dal titolo Queens Are Trumps: Kirifuda wa Queen. L'album, vendendo 35 424 copie nella prima settimana, ha debuttato al 4º posto della classifica Oricon, facendo delle Scandal l'unica girl-band i cui primi quattro album abbiano debuttato entro le prime cinque posizioni della Oricon.
Dal 12 ottobre al 22 novembre hanno tenuto una serie di concerti in occasione dello Scandal Hall Tour, partito da Saitama e conclusosi Tokyo, mentre a partire dal 21 ottobre il brano Satisfaction è stato utilizzato come sottofondo nel promo ufficiale giapponese di Windows 8, facendo delle Scandal le prime artiste giapponesi a fornire la propria musica per una pubblicità della Microsoft Windows. Il 24 ottobre è uscito nei negozi She Loves You, album tributo della cantante Yui al quale le Scandal hanno partecipato interpretando il brano How Crazy.
Verso la fine del 2012 si sono esibite al KL Live Center di Kuala Lampur, in Malaysia, davanti a 1 500 persone, suonando un totale di quattordici brani.

### Standard(2013)
Il 6 febbraio 2013 le Scandal hanno pubblicato la raccolta Encore Show, la quale include al suo interno tutti i lati B dei singoli pubblicati fino a quel momento, con l'aggiunta del brano inedito Happy Collector, quest'ultimo facente parte della colonna sonora del film Kyō, koi o hajimemasu. La compilation ha esordito al primo posto della classifica giornaliera della Oricon, vendendo 14 171 copie.
Il 3 marzo 2013 hanno tenuto un concerto all'Osaka-jō Hall davanti a 10 000 persone, realizzando così il desiderio di esibirsi a pochi passi dal luogo nel quale la loro carriera ha avuto inizio nel 2006. I biglietti per lo spettacolo sono andati esauriti nei primi cinque minuti di messa in vendita. A questo concerto è seguita una tournée asiatica che ha visto le Scandal esibirsi in Indonesia, Thailandia e Singapore, seguita a sua volta dalla pubblicazione del quarto DVD dal titolo Osaka-jō Hall 2013 "Wonderful Tonight", registrato in occasione del concerto di Osaka del 3 marzo.
Il 22 maggio 2013 hanno pubblicato il singolo Awanai tsumori no, genki de ne, tema musicale del film I'll Give It My All... Tomorrow. Il singolo ha venduto 32 533 copie nella prima settimana, esordendo al 4º posto della classifica Oricon, al 10º posto della Billboard Japan Hot 100 e al 64º posto della Billboard Adult Contemporary Airplay. Il 14 agosto hanno pubblicato il singolo Kangen no tsuki, con all'interno il brano Kimi to mirai kanzen dōki, facente parte del progetto Robot Scandal che ha visto la band collaborare con Tomotaka Takahashi, creatore del robot Robi, quest'ultimo protagonista nel video musicale della canzone.

## Stile musicale e influenze
Lo stile musicale delle Scandal viene solitamente associato ai generi pop-rock e pop-punk, benché alcuni brani presentino elementi accomunabili alla musica elettronica, al classico rock n' roll, al garage rock o all'hip-hop. Una delle particolarità della band è che tutte le quattro componenti sono in grado di cantare come vocalist principali, alternandosi spesso all'interno dei brani del disco. Alexey Eremenko di AllMusic le ha definite «sfacciatamente commerciali», ma anche «irresistibilmente brave in quello che fanno», oltre a definire il loro sound «sorprendentemente difficile se comparato ad altre band j-rock simili». Secondo alcuni organi di stampa giapponesi le Scandal hanno avuto un ruolo chiave nel "boom delle girl-band" verificatosi in Giappone nella seconda metà del 2000. La band stessa si è autodefinita «la più potente girl-band pop-rock giapponese» e ha ammesso di essere stata influenzata sia nella musica che nello stile da diverse band anglofone, quali i Nirvana, i Red Hot Chili Peppers, i Sum41, dai quali hanno tratto ispirazione nel rapporto col pubblico nelle esibizioni live, e i Kiss, dai quali hanno imparato in che modo ci si comporta sul palco. In particolare Haruna ha ammesso di essere stata influenzata dalla musica di Yui, Avril Lavigne e Miley Cyrus, Tomomi dai Rage Against the Machine, Mami ha citato come suo chitarrista preferito Takuya dei Judy and Mary e Rina ha tratto ispirazione da Steve Gadd e Keith Moon degli Who.
La band si è formata quando le ragazze erano in età scolastica e frequentano la scuola superiore, andando a influenzare il loro stile e modo di vestirsi, attraverso l'uso degli stessi fuku alla marinara utilizzati nel periodo scolastico. Ciò inizialmente stonava con l'immagine che le Scandal intendevano dare alla band, per loro stessa ammissione distante dallo stile kawaii e dal fenomeno delle idol giapponesi, tant'è che inizialmente le ragazze avevano pensato di rifarsi al look dei Kiss dipingendosi i volti con della vernice, ma l'idea venne accantonata quasi subito. Dal 2011 hanno deciso di rinunciare definitivamente alle divise scolastiche, ma il loro stile è mutato a poco a poco, passando dal cambiamento del solo colore delle divise, poi sostituite da camicette abbinate a delle classiche cravatte e gilet, fino alla sostituzione dei mocassini con Dr. Martens o stivali militari. Con lo scorrere degli anni sono passate sempre di più a una personalizzazione dei vestiti, con lo stile che si differenzia da ragazza a ragazza. Haruna ha dichiarato di non essere preoccupata di perdere dei fan a causa della loro rinuncia alle divise scolastiche, in quanto vorrebbe che i fan andassero ai loro concerti per la loro musica e non solo per vedere quattro ragazze in uniforme.

## Formazione
- Haruna, vero nome Haruna Ono - voce e chitarra (2006–presente)
- Mami, vero nome Mami Sasazaki - chitarra e voce (2006–presente)
- Tomomi, vero nome Tomomi Ogawa - basso e voce (2006–presente)
- Rina, vero nome Rina Suzuki - batteria e voce (2006–presente)

## Strumenti musicali utilizzati
HARUNA
- Yamaha Pacifica 112 (nera)
- Fender Stratocaster USA Eric Clapton “Blackie” (nera)
- Fender Telecaster USA American Standard (soprannominata Mr. Shun)
- Takamine acustica
- Fender Telecaster Mexico '69 Thinline, edizione limitata 2002 (blu)
- Fender Mexico Classic Player Series Tele Thinline Deluxe (nera)
- Squier Telecaster (modello personalizzato, argento)
- Shinos Luck 6V (modello personalizzato)

MAMI
- Busker'S BSE Stratford (rosa pastello)
- Fender Stratocaster FSR American Deluxe (bianca, soprannominata Mr. Yuya)
- Gibson Les Paul Special Double Cutaway (bianca)
- Fender Stratocaster USA American Standard HSS (nera)
- Fender Stratocaster USA American Standard HSS (modello personalizzato, nera)
- Squier Affinity Series, Bronco Bass (rosso)
- Gretsch G6136DC White Falcon Double Cutaway (bianca)
- Fender Squier Jazzmaster (modello personalizzato)

TOMOMI
- GIO Ibanez GSR450 [TFB]
- Fender Japan Jazz Bass JB75
- Fender Mexico Deluxe Jazz Bass (rosso, soprannominato Mr. Yusuke)
- Fender USA Standard Precision Bass
- Fender '67 Coronado II
- ESP Bass TOMOMIxSoyoka (modello personalizzato)
- Fender Squier Jazz Bass (blu, soprannominato Bruto)

RINA
- Batteria elettronica Yamaha
- Yamaha Rock'n Road Series Drum Set (nera)
- Pearl P-120P (tamburo a pedale)
- TAMA OAK 0214P (bacchette)
- Behringer XENYX 502 (mixer analogico)
- Pearl Drum Set Masterworks (rossa metallizzata)
- Pearl Masters Series PREMIUM MAPLE DRUM SET (rosa)
- SABIAN (piatti)
- Pearl Masters Series Premium Maple MMP1455SE C (rullante)
- Pearl Sensitone STB1455 (rullante)
- Pearl Masterworks Series Snare
- Pearl RFB1450 (rullante)

## Discografia
- 2009 - Best Scandal
- 2010 - Temptation Box
- 2011 - Baby Action
- 2012 - Queens Are Trumps: Kirifuda wa Queen
- 2013 - Standard
- 2014 - Hello World
- 2016 - Yellow
- 2018 - Honey
- 2020 - Kiss from the Darkness
- 2022 - MIRROR

## Tour e Live
Tour
- 2008 - SCANDAL ~Give me P.P. Tour 2008 Summer~
- 2009 - First One-Man Live Tour
- 2010 - SCANDAL ~Shunkan Sakurazensen TOUR~ 2010 SPRING
- 2010 - "SCANDAL TEMPTATION BOX TOUR 2010" ~YEAH! tte Iei!~
- 2011 - SCANDAL LIVE TOUR 2011 "Dreamer"
- 2011 - SCANDAL VIRGIN HALL TOUR 2011 "BABY ACTION"
- 2012 - SCANDAL Hall Tour
- 2013 - SCA-wa mada Honki dashitenai dake

One-Man Live
- 2010 - Ameagari no Kessan ~Edo Hen~ "Zettai ni Makerarenai Tatakai ga Koko ni wa Aru"
- 2010 - Ameagari no Kessan ~Naniwa Hen~ "Zettai ni Makerarenai Tatakai ga Koko ni wa Aru"
- 2010 - SCANDAL SPECIAL LIVE "BEST?Xmas 2"
- 2011 - SCANDAL ONE-MAN LIVE IN Shikoku "Kyuu ni Kite Gomen"
- 2011 - SCANDAL SPECIAL LIVE "BEST?Xmas 3"
- 2012 - SCANDAL JAPAN TITLE MATCH LIVE 2012 "SCANDAL vs BUDOKAN"
- 2013 - Osaka Jo-Hall 2013 Wanderful Tonight

All'estero
- 2008 -  Japan Nite US Tour 2008
- 2008 -  Sakura-Con 2008
- 2008 -  Japan Expo 2008
- 2009 -  Animation-Comic-Game Hong Kong 2008
- 2009 -  Animation-Comic-Game Hong Kong 2009
- 2010 -  Animation-Comic-Game Hong Kong 2010
- 2010 -  SCANDAL Live in Hong Kong 2010
- 2010 -  ANIME FESTIVAL ASIA
- 2011 -  AM2
- 2011 -    SCANDAL ASIA TOUR 2011 "BABY ACTION"
- 2012 -  SCANDAL SPECIAL LIVE IN MALAYSIA 2012

## Riconoscimenti
| Anno | Premio                       | Categoria                         | Nominato | Risultato       |
| ---- | ---------------------------- | --------------------------------- | -------- | --------------- |
| 2009 | Japan Record Awards          | New Artist                        |          | Vincitore/trice |
| 2009 | Japan Record Awards          | Best New Artist                   |          | Candidato/a     |
| 2010 | RTHK Pop Poll Awards         | Top Japanese New Act              |          | Vincitore/trice |
| 2011 | RTHK Pop Poll Awards         | Top Japanese Artist               |          | Candidato/a     |
| 2012 | RTHK Pop Poll Awards         | Top Japanese Artist               |          | Candidato/a     |
| 2011 | Billboard Japan Music Awards | Animation Artist of the Year 2011 |          | Candidato/a     |